# Katja Ziliox
Katja Ziliox (* 25. April 1970 in Hüttental) ist eine ehemalige deutsche Schwimmerin.
Die 1,75 Meter große Ziliox, die nach ihrer Heirat den Namen Katja Burbach trägt, startete zunächst für den Schwimmvereinigung Neptun Siegerland. Vor den Olympischen Sommerspielen 1988 in Seoul schloss sie sich der SG DAB Hansa Dortmund an. Dort sicherte sie sich die Olympiateilnahme sowohl über die 100-Meter-Freistilstrecke als auch über die 200-Meter-Rückendistanz. Bei den Deutschen Meisterschaften im Vorfeld der Spiele gewann sie auf der 100-Meter-Freistilstrecke mit einer Zeit von 57,30 Sekunden den Vizemeistertitel. Im olympischen Wettkampf schied sie in dieser Disziplin dann als Vorlaufachte vorzeitig aus und belegte in der Endabrechnung den 31. Rang. Über 200 Meter Rücken wurde sie Siebte im Vorlauf und erreichte mit ihrer Zeit von 2:26,25 Minuten Platz 28. Auch startete sie im Vorlauf in der am Ende siebtplatzierten bundesdeutschen 4-mal-100-Meter-Freistilstaffel. Im Folgejahr gewann Ziliox mit jener Staffel bei den in Bonn ausgetragenen Europameisterschaften die Bronzemedaille. Im Einzel ging sie als Siegerin aus dem B-Finale über 50 Meter Freistil hervor. Die ehemalige Schwimmerin lebt heute (Stand: 2013) in Dortmund.